# IBM 5100
IBM 5100 便携式计算机于1975年9月推出，早于IBM个人电脑6年。1973年在IBM帕洛阿尔托科研中心发明其原型机名为SCAMP (Special Computer APL Machine Portable)。IBM发布其堂兄 「IBM 5110」于1978年1月，「IBM 5120」发布于1980年2月。「IBM 5100」于1982年3月停产。
1981年推出的IBM个人电脑最初定为「IBM 5150」置于"5100" 系列，但它的架构并非直接源于「IBM 5100」。

## 描述
IBM 5100基于16位元的中央处理器模块PALM （Put All Logic in Microcode）。IBM 5100 维护资料手册把PALM模块称作控制器。PALM可以直接访问64KiB存储空间。部分IBM 5100配置拥有的ROS(ROM)或RAM存储空间超过了64 KiB，所以使用了一个简单的存储切换系统。实际上APL和BASIC直译程式被分开存储在PALM作为外部设备的ROS语言地址空间。其价格从$11,000 (16k)到$20,000 (64k)不等。

### 便携式计算机
一个独立整合组件提供键盘、5英寸CRT显示器、磁带驱动器、 处理器、包含系统软件的数百KiBROM和64KiBRAM，小手提箱大小、重55磅(25公斤)，并可以随意携带收纳，"便携式"由此而生。

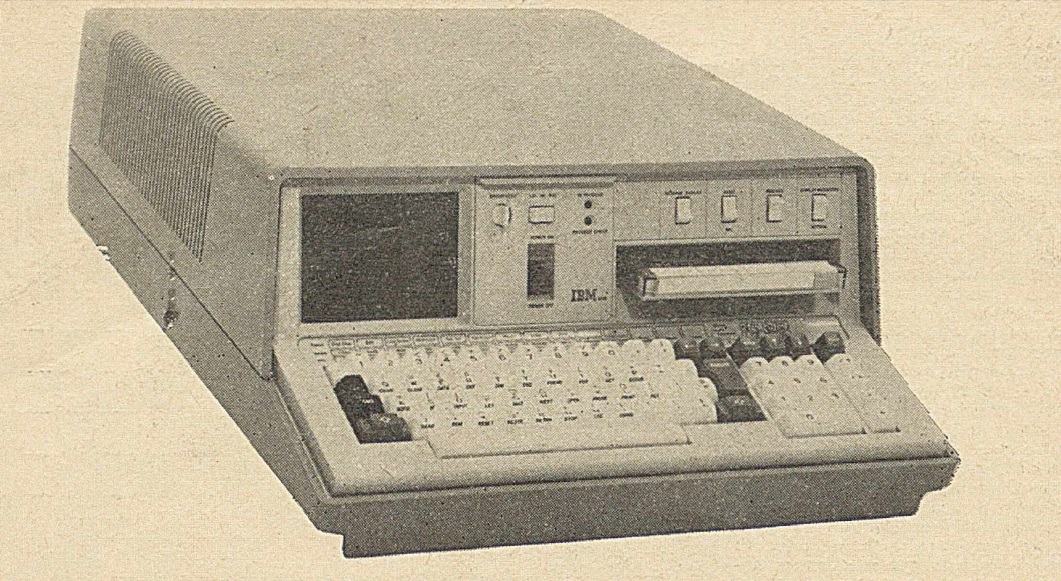
推出時的廣告單

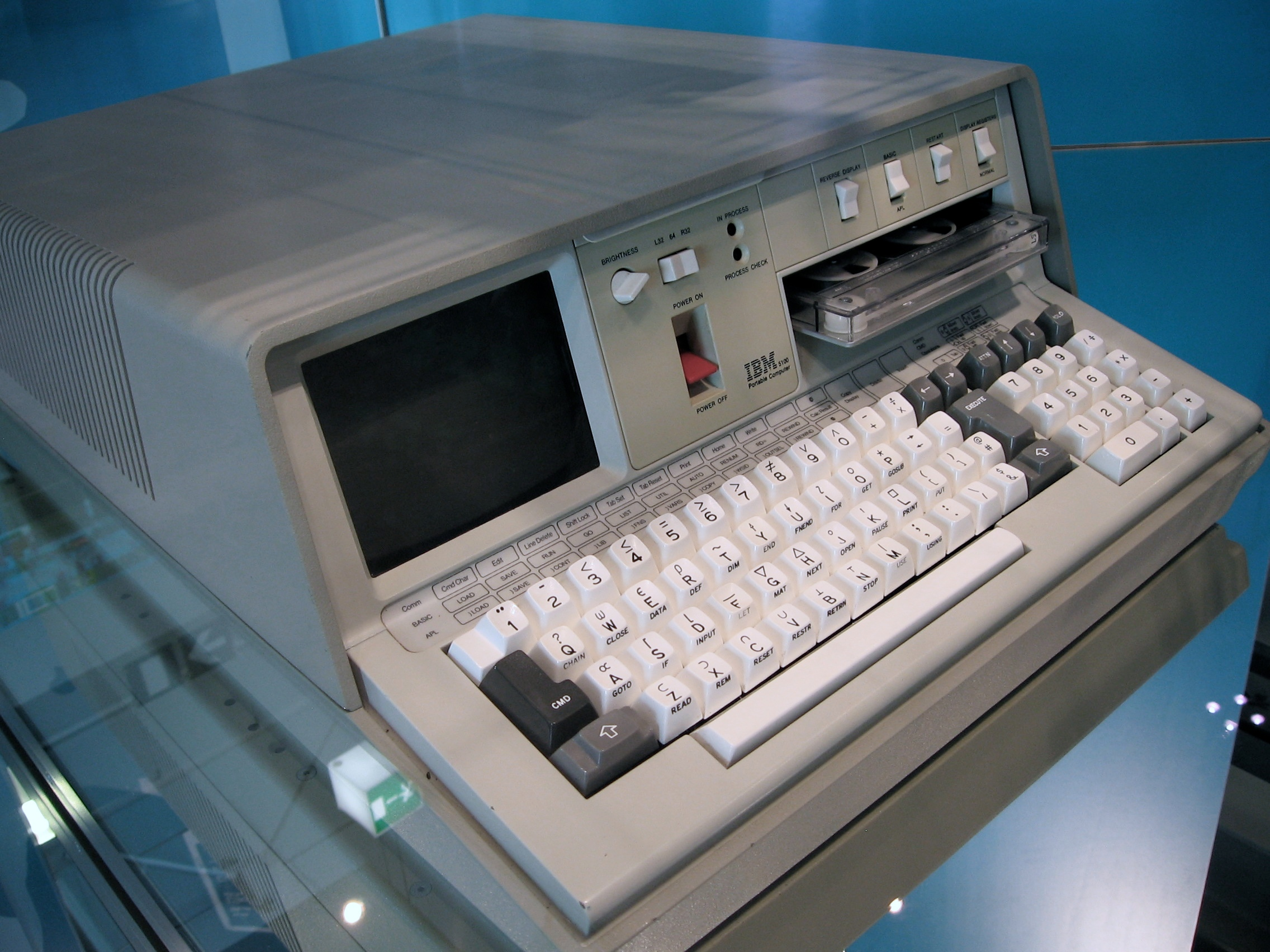
放於博物館的5100

虽然IBM 5100现在看起来很大，但打包一个完整的计算机包括大量的ROM、RAM、CRT显示器、磁盒驱动器为一个小型机器在1975年是惊人的技术成就，发布早于相近但更便宜的康懋达PET两年多。更早的相似类型的桌面计算机例如HP 9830，既不包括CRT显示器也没那么多存储量。1960年代末相等性能的IBM计算机有将近两张桌子大小和大约半吨的重量。

### 显示
IBM 5100的5英寸CRT显示器可以显示16行每行64字符，IBM提供切换开关让用户选择显示全部的每行64字符或只有左右之一的32字符（穿插分布）。另外 还有开关显示开始的512字节十六进制主存储用以诊断。

### 大容量存贮器
由四分之一英寸盒式磁盘驱动提供解决方案，使用DC300规格盒式磁盘存储204千字节。一个驱动器装在机器内部，而第二个(Model 5106)可以加在附加盒上，数据格式包括数种类型并写入512字节记录。

### 外部显示器
外部视频监视器（或改良电视接收器）可以通过背部面板的BNC连接器连接IBM 5100。IBM 5100的正面面板开关可以选择黑底白或白底黑的显示，这个开关不影响外部显示器，外部显示器只提供明亮字符与黑色背景。垂直刷新频率锁定60赫兹。

### 通信适配器
1975年9月IBM发布IBM 5100通信适配器，让IBM 5100能远程传输和接受数据 。使得IBM 5100出现相同于IBM 2741通信終端和被设计用来通讯IBM 2741兼容机EBCD (Extended Binary Coded Decimal) 编码的起止模式。EBCD码类似于更常见的IBM EBCDIC编码，但不相同。

### 研究设备耦合器
IBM系统杂志(1977)卷16第一部分第41页文章

### 不同型号
提供12种型号16 KB、32 KB、48 KB 或 64 KB 主存储, IBM 5100售价在$8,975至$19,975之间 (相当于现在$39,500至$87,800)。

## 程式语言
IBM 5100可运用APL、BASIC或二者共用语言。发布时期，APL普遍只运用于大型计算机，大多数桌面计算机例如Wang 2200或HP 9830仅提供BASIC语言。
对于支援的语言计算机正面面板提供了一个触发开关来选择。 当工程师在IBM询问测试员Donald Polonis关于他的分析，他评论说如果人们需要学习使用APL，IBM 5100将不会使其作为个人电脑。他强调个人电脑必须易于使用和被肯定。Presumably, 特别的APL字符设置和APL键盘无疑是APL初学者主要障碍。APL拥有操纵诸如数组或矩阵資料的强大特点，而竞争者HP 9830却需要提供语言扩充在附加ROM以操作矩阵運算。

## 问题解决库
IBM提供3个问题解决库包含在磁带盒中，IBM 5100提供超过1000个常规交互程序应用于数学问题、统计学技术和金融解析。

## 微程式模拟器
IBM 5100基于IBM创新理念，用模擬器写成微程式，一个小型相对便宜的计算机 能够运行为更大更昂贵的当前计算机所编写的程式，并且不用花时间编写和调试新程序。
两种上述程序包括: 略微改进版的APL.SV、IBM大型主机System/370的APL直譯器 和 IBM 小型计算机System/3的BASIC直譯器。因此, IBM 5100微程式可以用来编写模拟大部分System/370和System/3的功能。
IBM后来以同样的途径于1983年推出的XT/370IBM个人电脑，以 IBM PC XT为标准添加了System/370 模拟器卡。

## 大众文化
- 约翰·提托——自称是時空旅行者，据称被派往1975年取得一台IBM 5100。
- 日本视觉小说、輕小說、漫画、动画系列命运石之门使用IBN 5100来解码SERN（原型為CERN，歐洲核子研究組織）的信息。